# Phegornis mitchellii
Phegornis mitchellii là một loài chim trong họ Charadriidae.